# Fundación José Manuel Entrecanales
La Fundación José Manuel Entrecanales para la Innovación en Sostenibilidad nace en octubre de 2009 y se crea con el doble objetivo de promover iniciativas empresariales novedosas que contribuyan al desarrollo económico sostenible y de fomentar la cultura y el compromiso de la sociedad con la sostenibilidad.
La Fundación aspira a convertirse en un vivero empresarial para la innovación en sostenibilidad, contribuyendo al fomento y a la difusión de la misma a través del impulso y apoyo al espíritu emprendedor, así como a la promoción del compromiso de los individuos con la sostenibilidad.
La misión de la Fundación es elevar la contribución española, en el terreno de la sostenibilidad, ante los problemas que amenazan el mundo: creciente presión demográfica, mayor deterioro medioambiental, grandes desequilibrios en el reparto de la riqueza en una sociedad global, y creciente preocupación por el bienestar de las generaciones futuras.
El primero de los objetivos que la Fundación se plantea es el del fomento del tejido empresarial español de innovación en sostenibilidad, dada la necesidad de dar una urgente cobertura en este terreno en España. Si bien las empresas españolas ocupan hoy un papel privilegiado en sectores, relacionados con las tecnologías limpias o las energías renovables, nuestros emprendedores tienen poco acceso a capital y escaso apoyo para desarrollar sus iniciativas. La Fundación considera que la posición de España se verá erosionada a largo plazo si no aumentamos sustancialmente nuestro capital de innovación y facilitamos su desarrollo y en este sentido, trata de atraer capital privado para financiar iniciativas empresariales innovadoras en terrenos ligados al desarrollo sostenible. En desarrollo de esta idea, y desde principios de 2011, la Fundación ha promovido la creación de un grupo inversor-FIDES-, formado por empresarios españoles de primer nivel, que a título individual, aportan capital a los proyectos y empresas seleccionados por la misma. FIDES y la Fundación han suscrito ampliaciones de capital en las empresas GoingGreen, Worldsensing, DEXMA, AIDA Centre, Change your Flight, Biicode y Saluspot. También han apoyado a Onyx Solar con un préstamo participativo convertible y a la empresa Teambox con una compra de pagarés convertibles.   
El segundo de los objetivos se basa en la promoción de la cultura de sostenibilidad. Sin perjuicio de su principal objetivo y como elemento contribuyente a la promoción de nuevas iniciativas en este campo, la Fundación aspira también a aportar un valor diferencial en la difusión de la cultura de la sostenibilidad en España. Para ello se plantea dos frentes de actuación: fomentar y contribuir a la inclusión de conceptos de sostenibilidad desde los primeres niveles de la educación; y aumentar la conciencia de sostenibilidad en colectivos que a medio y largo plazo puedan tener impacto importante en la misma.
El patronato está compuesto por el presidente fundador José Manuel Entrecanales Domecq y los patronos Valentín Montoya Moya, José Entrecanales Carrión, Gonzalo Entrecanales Carrión, Daniel Entrecanales Domecq, Ignacio de la Rica Aranguren, Jaime Castellanos Borrego y Javier Entrecanales Franco. 
El director es Luís Manuel Rivera Novo mientras que el cargo de secretario lo ocupa Vicente Santamaría de Paredes Castillo.